# Opole kraftverk

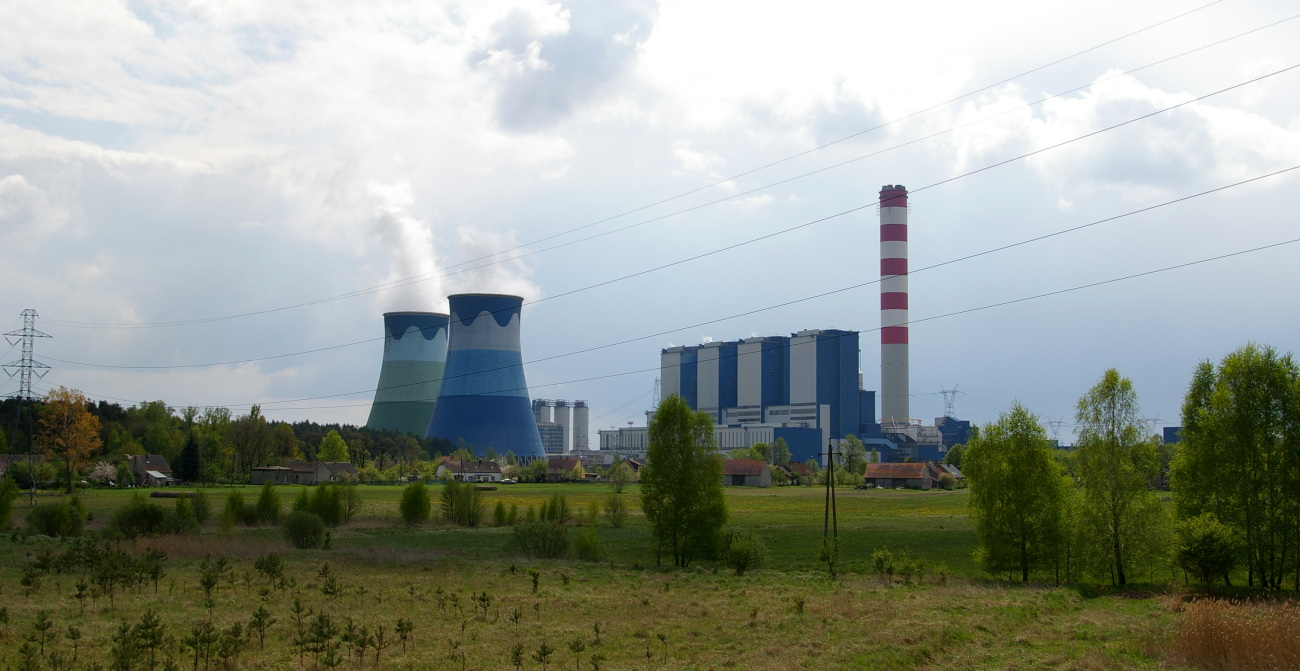
Opole kraftverk i maj 2008.

Opole kolkraftverk är Polens tredje största värmekraftverk med sex enheter ca 100 km från Katowice på sammanlagt 3342 MWe, som drivs av statliga Polska Grupa Energetyczna (PGE Group). De första fyra enheterna byggdes 1993–1997 med en samlad effekt på 1532 MWe.

## Opole II
Enhet 5 och 6, som ingår i Opole II, med en effekt på vardera 905 MWe började byggas 2014 och togs i drift år 2019. Livslängden beräknas till 35 år.